# AG Ems
AG Ems is de rederij die een veerdienst onderhoudt tussen Borkum en Eemshaven en tussen Borkum en Emden. Ook wordt er in de zomermaanden een veerdienst van en naar Helgoland onderhouden.
In 1843 is het Aktien-Gesellschaft Ems opgericht. Bij de oprichting van het bedrijf was er nog niet sprake van een veerdienst naar het eiland Borkum. Er werd voornamelijk op de lijnen Emden – Delfzijl en Emden – Leer gevaren. Daarnaast werd er nog een onregelmatige dienst van en naar Norderney onderhouden. Sinds de oprichting zijn er regelmatig nieuwe schepen aangeschaft en zijn er nieuwe lijnen bij de dienst gekomen en zijn er lijnen vervallen. De diensten worden onderhouden met vier (auto)veerboten, een veerboot voor dagtochten en rondvaarten, een snelle catamaran en twee rondvaartboten. Daarnaast exploiteert AG Ems de Borkumer Kleinbahn.

## Borkumlijn
Rederij AG Ems-Nederland BV, Borkumlijn, was in 1976 het eerste bedrijf dat zich in de Eemshaven vestigde. De Borkumlijn is het Nederlandse onderdeel van AG Ems en opereert vanuit de Eemshaven. Vanuit de Eemshaven onderhoudt de rederij een personen- en autoveerdienst van- en naar het Duitse waddeneiland Borkum. In de zomerperiode wordt er met de veerboot MS Helgoland ook een dienst onderhouden van- en naar het rotseiland Helgoland. Daarnaast verzorgt het MS Wappen von Borkum vanuit Delfzijl overtochten over de Eems naar Knock, Duitsland.

## Geschiedenis

### Borkumlijn
AG Ems opereert sinds 1 mei 1976 vanuit de Eemshaven. Het bedrijf kreeg de naam Borkumlijn en was het eerste dat zich vestigde in de Eemshaven. Er werd een terminal met een oppervlakte van 5000 m² gebouwd. Met het MS Stadt Borkum werd een passagiersdienst onderhouden van- en naar Borkum. De passagiers moesten destijds via een houten loopplank over de dijk en een ponton aan boord komen. Later werd dit verbeterd en werden er nieuwere schepen ingezet op de route zoals het MS Rheinland, het MS Poseidon en het MS Nordlicht. Daarnaast kwam er in die tijd het fenomeen Butterfahrten bij, echter in 1983 waren deze vaarten niet meer rendabel genoeg. In 1977-1978 is nog geprobeerd een veerdienst met het Deense Esbjerg en Zweedse Göteborg op te zetten. Daarvoor werd het nieuwbouwschip MS Emsland gebruikt, maar door het inzakken van de economie bleek deze lijndienst, gericht op vrachtverkeer, geen succes. Op 8 juni werd het bedrijf een besloten vennootschap, genaamd AG Ems-Nederland BV. De naam Borkumlijn werd echter wel behouden en is nog steeds terug te vinden in het bedrijfslogo. In 1983 werd begonnen met de voorbereidingen en onderhandelingen voor een compleet nieuwe terminal, omdat de passagiersstromen groter waren geworden, hoofdzakelijk door reclamevoering. Op 1 juni 1985 werd de terminal feestelijk geopend door bondspresident Richard von Weizsäcker en ZKH Prins Claus der Nederlanden. Naast de bouw van een terminal, waren er ook faciliteiten voor auto's en vrachtwagens gemaakt, zodat deze ook vanuit de Eemshaven naar Borkum konden. Er werd nog steeds alleen in de zomermaanden gevaren, vanaf 1993 werd er ook in de wintermaanden gevaren. De nieuwe terminal blijkt alweer bijna te klein te zijn, omdat de aantallen auto's en passagiers explosief zijn gegroeid, door het wegvallen van de grenzen binnen Europa en de verbeterde wegverbinding naar de Eemshaven. In mei 2001 werd het 25-jarig jubileum gevierd en werd de nieuwe catamaran, MS Polarstern, in gebruik genomen. Bovendien is het bedrijf in 2002 genomineerd voor onderneming van het jaar 2002 van de Provincie Groningen. In december 2003 is er toestemming gegeven voor de bouw van een nieuwe terminal in de Eemshaven. Deze is 13 juni 2008 in gebruik genomen, voordeel hiervan is dat de reistijd naar Borkum met 10 minuten verkort is. Op 5 augustus 2008 heeft het MS Polarstern een ongeluk gehad nadat deze terugkwam van een dagtocht Helgoland, hierbij zijn 24 gewonden gevallen. Inmiddels is het MS Polarstern verkocht.

## Huidige vloot

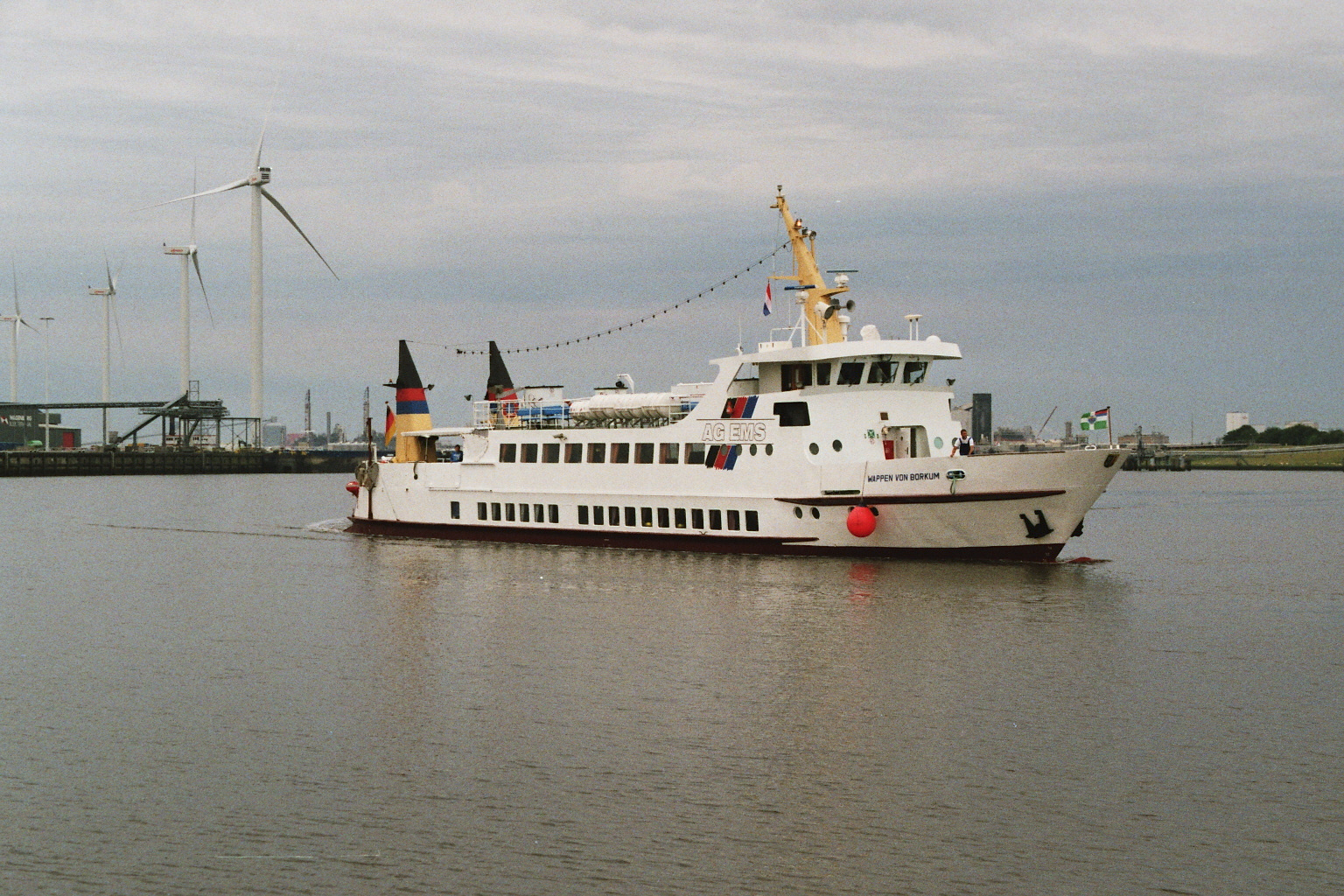
De Wappen von Borkum in de haven van Delfzijl (2015)

| Naam                               | Route                          | Bouwjaar | In dienst |
| ---------------------------------- | ------------------------------ | -------- | --------- |
| Groningerland                      | Emden-Borkum                   | 1991     | 2006      |
| Wappen von Borkum, ex Stadt Borkum | Eemshaven-Borkum               | 1976     | 1994      |
| Nordlicht                          | Eemshaven-Borkum, Emden-Borkum |          | 1989      |
| Münsterland                        | Eemshaven-Borkum, Emden-Borkum | 1986     | 1986      |
| Ostfriesland                       | Emden-Borkum                   | 1985     | 1985      |
| Westfalen, ex- MS Helgoland        | Eemshaven-Borkum, Emden-Borkum | 1972     | 1972      |
| Ratsdelft                          | div.                           | 1971     |           |
| Schreyershoek                      | div.                           | 1999     |           |

## Oude schepen
| Naam                           | Route         | Bouwjaar | In dienst | Afgevoerd | Huidige Naam + Land/status     |
| ------------------------------ | ------------- | -------- | --------- | --------- | ------------------------------ |
| SS Westfalen                   | Em-Bo         | 1907     | 1907      | 1942      | Gezonken (Le Havre)            |
| SS Prinz Heinrich              | Em-Bo         | 1909     | 1909      | 1953      | Gesloopt (Lübeck)              |
| SS Rheinland                   | Em-Bo         | 1926     | 1926      | 1968      | Gesloopt (Leer)                |
| MS Westfalen                   | Em-Bo         | 1951     | 1951      | 1964      | Gesloopt (Napels)              |
| MS Hannover                    | Le/Em-Bo      | 1928     | 1955      | 1963      | ?                              |
| MS Hessen ex-SS Prinz Heinrich | Em-Bo         | 1909     | 1953      | 1969      | Gesloopt (Lübeck)              |
| MS Ostfriesland                | Em-Bo         | 1960     | 1960      | 1969      | Onbekend, Valletta, Malta      |
| MS Münsterland                 | Em-Bo/Bo-He   | 1964     | 1964      | 1976      | MS Renaissance, Cancún, Mexico |
| MS Emsland                     | Em-De-Bo      | 1967     | 1967      | 1972      | MS African Dream, Belize       |
| SS Bayern, ex-SS Rheinland     | Em-Bo         | 1926     | 1968      | 1970      | Gesloopt (Leer)                |
| MS Rheinland                   | Em-Bo         | 1968     | 1968      | 1974      | MS Serengeti, Tanzania         |
| MS Ostfriesland                | Em-Bo         | 1970     | 1970      | 1981      | MS Baldur (IJsland)            |
| MS Westfalen                   | Em-Bo/EH-Bo   | 1972     | 1972      | 2006      | MS Helgoland                   |
| MS Bayern, ex-MS Rheinland     | Em-Bo         | 1968     | 1974      | 1974      | MS Serengeti, Tanzania         |
| MS Rheinland                   | Em-Bo         | 1974     | 1974      | 1994      | MS Midsland, Terschelling      |
| MS Poseidon                    | Em-Bo         | 1964     | 1975      | 1977      | Gesloopt (Indonesië)           |
| MS Nordlicht                   | Em-Bo         | 1973     | 1976      | 1985      | MS Raromatai-ferry (Tahiti)    |
| MS Emsland                     | EH-Esbj/Em-Bo | 1977     | 1977      | 1986      | MS Nura Nova (Mallorca)        |
| MS Stadt Borkum                | Em-Bo         | 1976     | 1979      | 1988      | MS Wappen von Borkum           |
| MS Hilligenlei                 | Em-Bo         | 1991     | 2005      | 2006      | MS Groningerland               |
| MS Polarstern                  | div.          | 2000     | 2001      | 2008      | MS Karolin (Estland)           |